# 제3국제이론

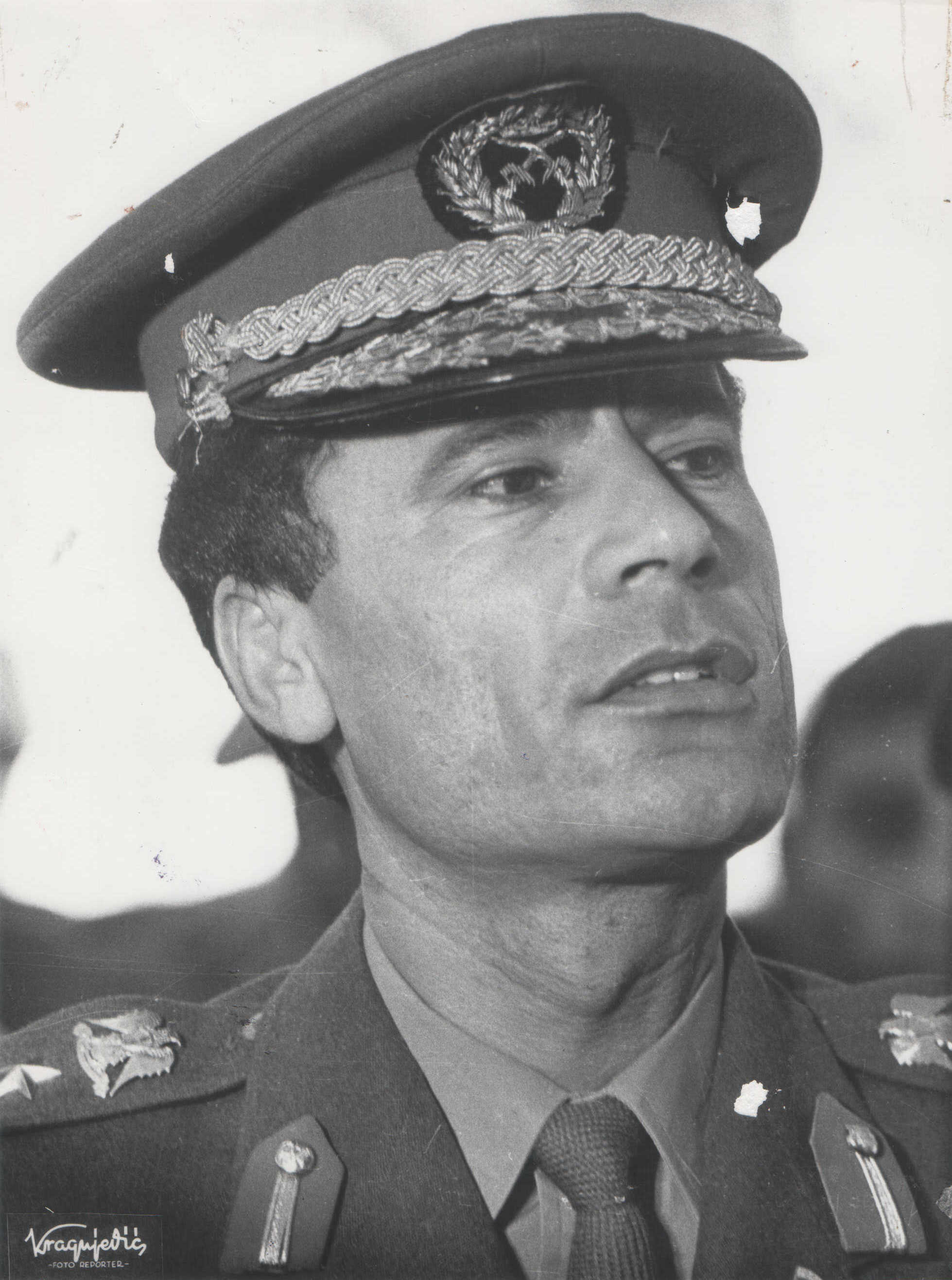
1970년 유고슬라비아를 방문한 카다피.

제3국제이론(아랍어: نظرية عالمية ثالثة, 영어: Third International Theory)는 1970년대 초반에 무아마르 알 카다피가 제안한 정치사상이며, 리비아 아랍 자마히리야의 공식 이념이었다. 이슬람 사회주의, 아프리카 국민주의, 아랍 민족주의, 직접민주주의에 영향을 받아 만들어졌다. 이 이론을 정리한 이론서가 『녹색서』다.
티토주의 유고슬라비아의 기초단체별 자주경영체제와 비슷한 점이 있다. 1960년대에서 1980년대까지 유고슬라비아 제3노선을 발전시킨 에드바르트 카르델, 마오주의, 3개 세계 이론에 영향을 크게 받았다. 카다피는 이 이념을 제3세계를 위한 자본주의 및 레닌주의의 대안이라고 제안했다.
이 이론을 리비아 사회에 실제로 적용하기 위해 국민지도고등평의회가 만들어졌고, 카다피주의 이념이 리비아 사회에 부분적으로 구현되었다. 2011년 카다피가 실각 및 살해되자 카다피 체제와 국민지도고등평의회는 해체되고 과도국가평의회로 대체되었다.